# María Padín
María Padín (1888-1970) là một nữ diễn viên phim nữ diễn viên sân khấu và  và nhà sản xuất phim người Uruguay, người đã có một sự nghiệp thành công ở Argentina.

## Nghề nghiệp
Là con gái của diễn viên xiếc Manuel Padín  (chú hề Padín el 77) và Eulalia Mendizábal (nghệ sĩ hình thang), María Padín có một chị gái từ cuộc hôn nhân này tên là Aída Padín, người sau này sẽ kết hôn với Francisco Aniceto Benavente và có một con trai, Saulo Benavente, một họa sĩ, và nhà phối cảnh. Sau khi bố mẹ ly thân, Manuel Padín kết hôn với nữ diễn viên người Uruguay Máxima Hourquet, sinh cho María bảy anh chị em cùng cha khác mẹ (một trong số đó đã chết từ nhỏ), bao gồm nữ diễn viên truyện tranh đầu tiên và vedette Margarita Padín, và các nhân vật trẻ Pilar Padín  và Fausto Padín. Chị dâu của cô là nữ diễn viên Raquel Oquendo.
María bắt đầu làm việc như một nữ diễn viên chuyên nghiệp vào năm 1905 với Podestá Brothers, và sau đó cũng làm việc trong đài phát thanh và truyền hình. Trong đài phát thanh, cô là nữ diễn viên đầu tiên của các công ty Radio-Teatrales Argentinas của Ricardo Migueres và Ricardo Bustamante.
Sự xuất hiện của cô trong điện ảnh bắt đầu rất sớm, với sự tham gia của các nhân vật hàng đầu trong thời kỳ hoàng kim của điện ảnh Argentina, bao gồm Orfilia Rico, Azucena Maizani, Floren Delbene, Carlos Dux, Julio Scarcella, Celestino Petray, Santiago Arrieta, Homero Cárpena, Pedro Aleandro, Ilde Pirovano  và Domingo Sapelli. Ở Chile, cô đóng một số bộ phim câm chủ đề lịch sử với chồng cô là Arturo Mario làm đạo diễn.